# Краматорська центральна міська публічна бібліотека
Центральна міська публічна бібліотека Краматорської міської ради — одна із найстаріших масових бібліотек міста Краматорська (1937 р.). З 1974 р. вона очолює централізовану бібліотечну систему, до складу якої входять 15 бібліотек-філій. Історія міської бібліотеки для дорослих (таку назву мала ЦМПБ) почалася з 1937 року. В штаті було 3 бібліотекарі. Бібліотечний фонд становив близько 15 тис. екземплярів. В основному він поповнювався за рахунок дарів жителів міста — твори класиків, особисті зібрання журналів, газет.

## Історія
Заснована 1937 року. Ім'я першої завідувачки не відоме, тільки прізвище — Юрченко. У роки окупації міста фашистами вона була розстріляна на Крейдяній горі. Приміщення бібліотеки зруйноване, частково згоріли книжки.
Після звільнення міста (вересень 1943 року) бібліотека організована в приміщенні стоквартирного будинку на вулиці Шкільній, куди були повернуто книги, врятовані жителями міста.
З 1943 року завідувачем бібліотеки Марією Федорівною (прізвище не відновлено) і завідувачем читальним залом Мотроною Марківною Пустовіт здійснювалася щоденна копітка робота з формування бібліотечного фонду міської бібліотеки.
До кінця 1947 року бібліотечний фонд становив 11469 екземплярів, читачів — 1008 чоловік.
З 1950 року бібліотеку очолила Віра Григорівна Підгорна (Гризодуб). Поступово штат бібліотеки розширювався за рахунок молодих фахівців.
1958 року Центральна міська бібліотека Краматорська для дорослих ім. М. Горького переїздить в приміщення по вул. Вел. Садова, 60, де з бібліотечним фондом 56628 екз. займає площу 552 кв.м. Штат становив 10 чоловік: зав. бібліотекою, зав. читальним залом, зав. абонементом, чотири бібліотекарі, три прибиральниці.
З січня 1959 року в бібліотеці організований частково відкритий доступ до книжкового фонду.
З 1968 року зав. бібліотекою ім. М. Горького Ніна Василівна Кривоніс. З 1 січня 1974 року всі державні бібліотеки об'єднуються в єдину централізовану бібліотечну систему на базі ЦБ. У зв'язку з цим в структурі ЦБ відбулися зміни. Очолила її директор Н. В. Кривоніс. Зав. відділом комплектування Клара Антонівна Дорошенко, зав. відділом книгосховища Тетяна Дмитрівна Корнієнко, зав. методико-бібліографічним відділом Антоніна Тимофіївна Пшенична, зав. абонементом Н. М. Миронова, зав. читальним залом С. О. Коротких, ст. бібліотекар читального залу Т. О. Литвинчук, ст. бібліотекар патентно-технічного відділу В.Г Пазушко. Також були організовані групи МБА і ЗА, юнацький відділ, відділ іноземної літератури, бібліографічний відділ, відділ нотно-музичної літератури, відділ позастаціонарного обслуговування.
1978 року ЦБ переїздить в нове приміщенню по вулиці Парковій, 4. Її бібліотечний фонд становить 180000 екземплярів, штат — 30 чоловік.
Інтерес до читача, його особи, до його занять — девіз роботи колективу ЦБ в новому приміщенні по вул. Гв. Кантемирівців, 16, куди вона переїхала 1986 року. Загальна площа приміщення 4200 кв. м., бібліотечний штат — 46 працівників.
В середині 90-х років ХХ століття в ЦБ розпочато автоматизацію бібліотечно-бібліографічних процесів. Успішно працювала локальна комп'ютерна мережа з 5 персональними комп'ютерами класу IBM 486 з виділеним файл-сервером під управлінням операційної системи NetWare 3.12. Працювали і поповнювалися електронні бази даних: «Облік. Обробка. Електронний каталог»; «Періодика (реєстрація, підписка)»; «Краєзнавство», «Електронна картотека „Урядового кур'єру“»; «Офіційний вісник України»; «Юрист + Закон», «Аналітичний розпис поточної періодики».
1995 року був виграний грант міжнародного фонду «Відродження» в сумі 8200 доларів. При відповідному технічному оснащенні (ксерокс, лазерний принтер, комп'ютери) розширилися видавничі можливості бібліотеки. Пам'ятки, набори листівок, рекламні листівки про додаткові послуги бібліотеки, видання інформаційних бібліографічних покажчиків — ці та інші матеріали поліпшили імідж бібліотеки, сприяли залученню нових користувачів.
З 2017 року очолює громадську організацію Донецьке обласне відділення Української бібліотечної асоціації.

## Філії
- Бібліотека-філія № 3 — міська публічна бібліотека Краматорська по вул. Н.Курченко, 26. Заснована у 1969 році.
- Бібліотека імені М. Коцюбинського (Краматорськ)
- Бібліотека імені Панаса Мирного (Краматорськ)
- Бібліотека-філія №17 Краматорської ЦСПБ

## Фотогалерея

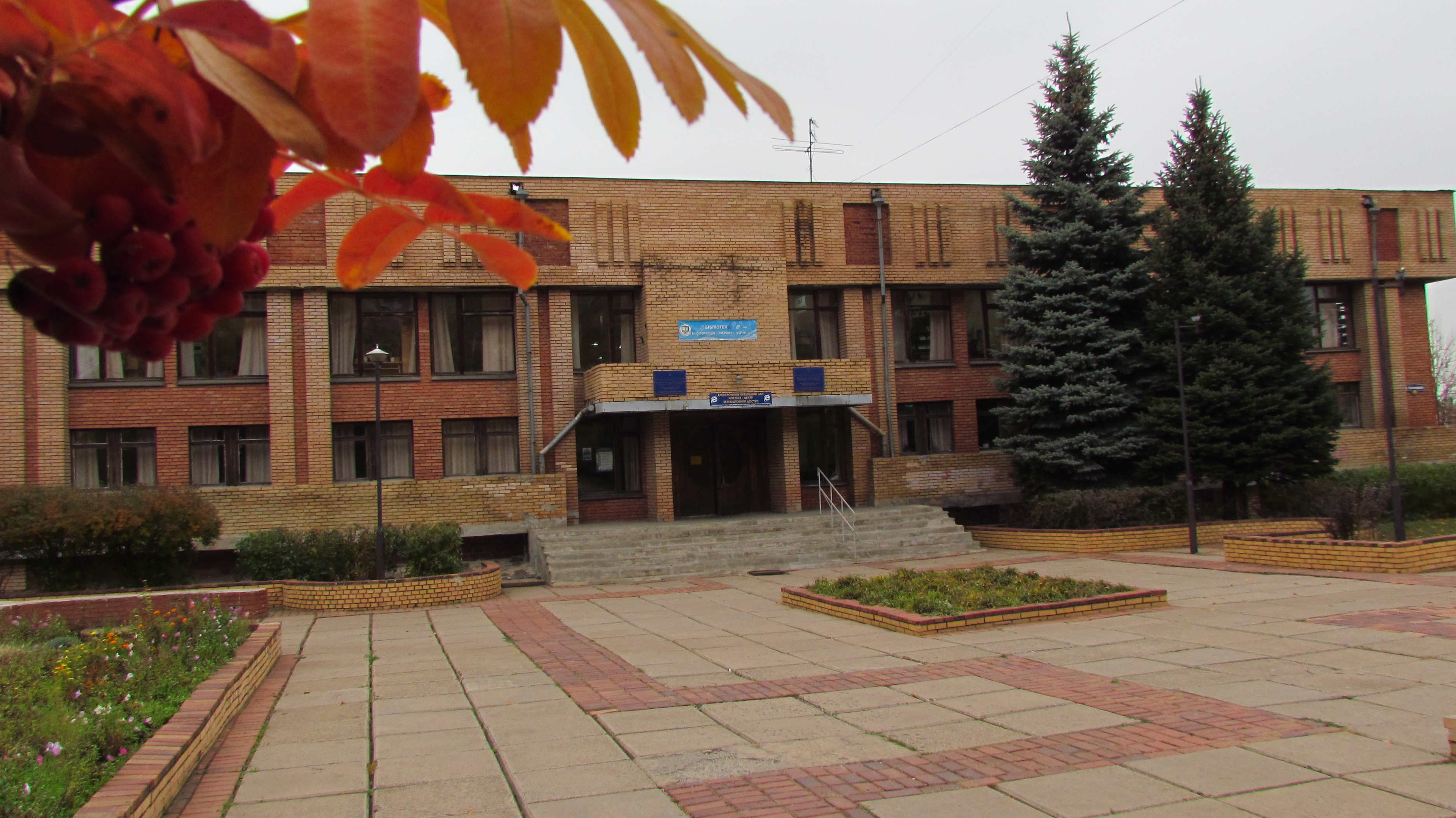
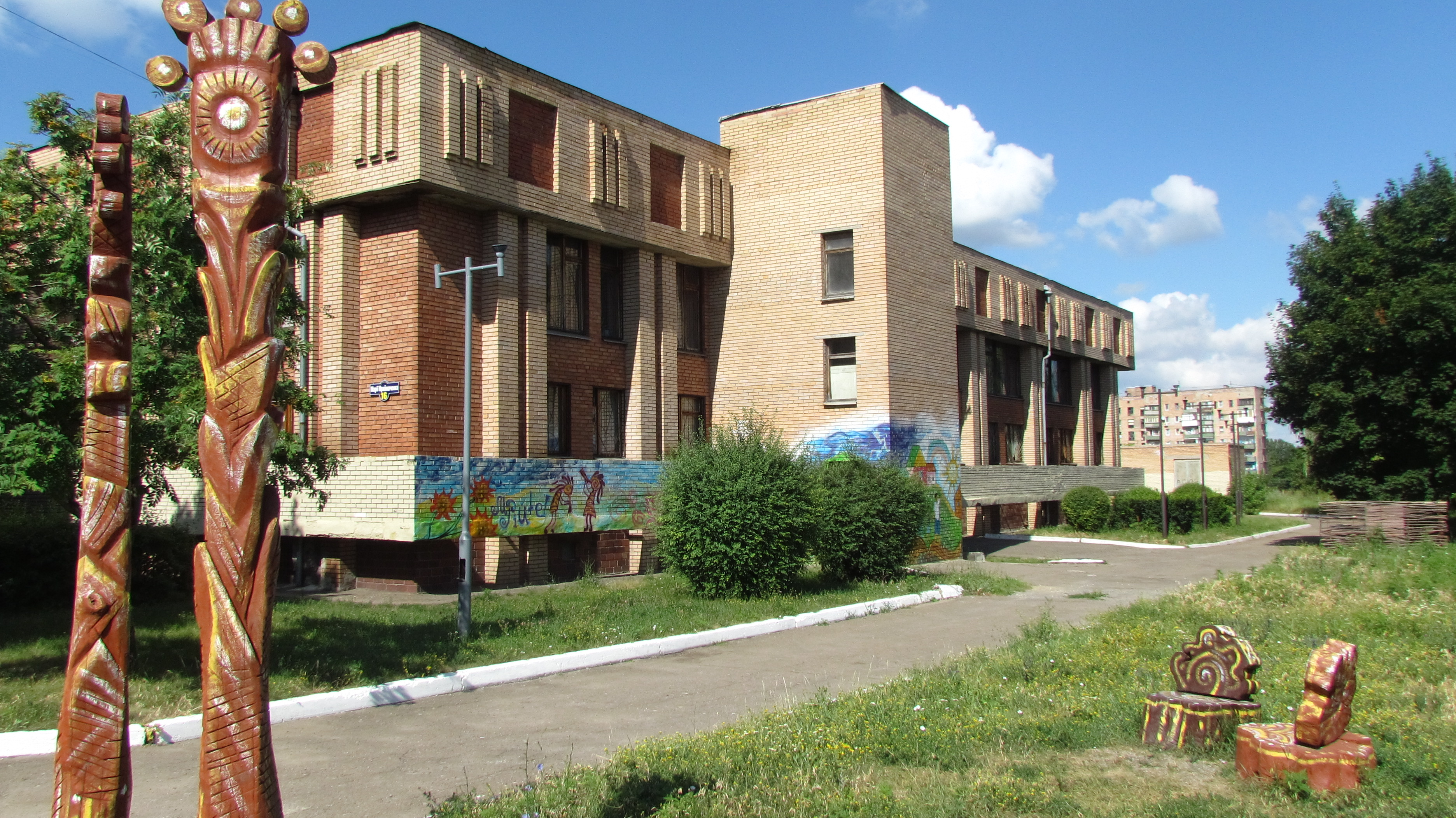
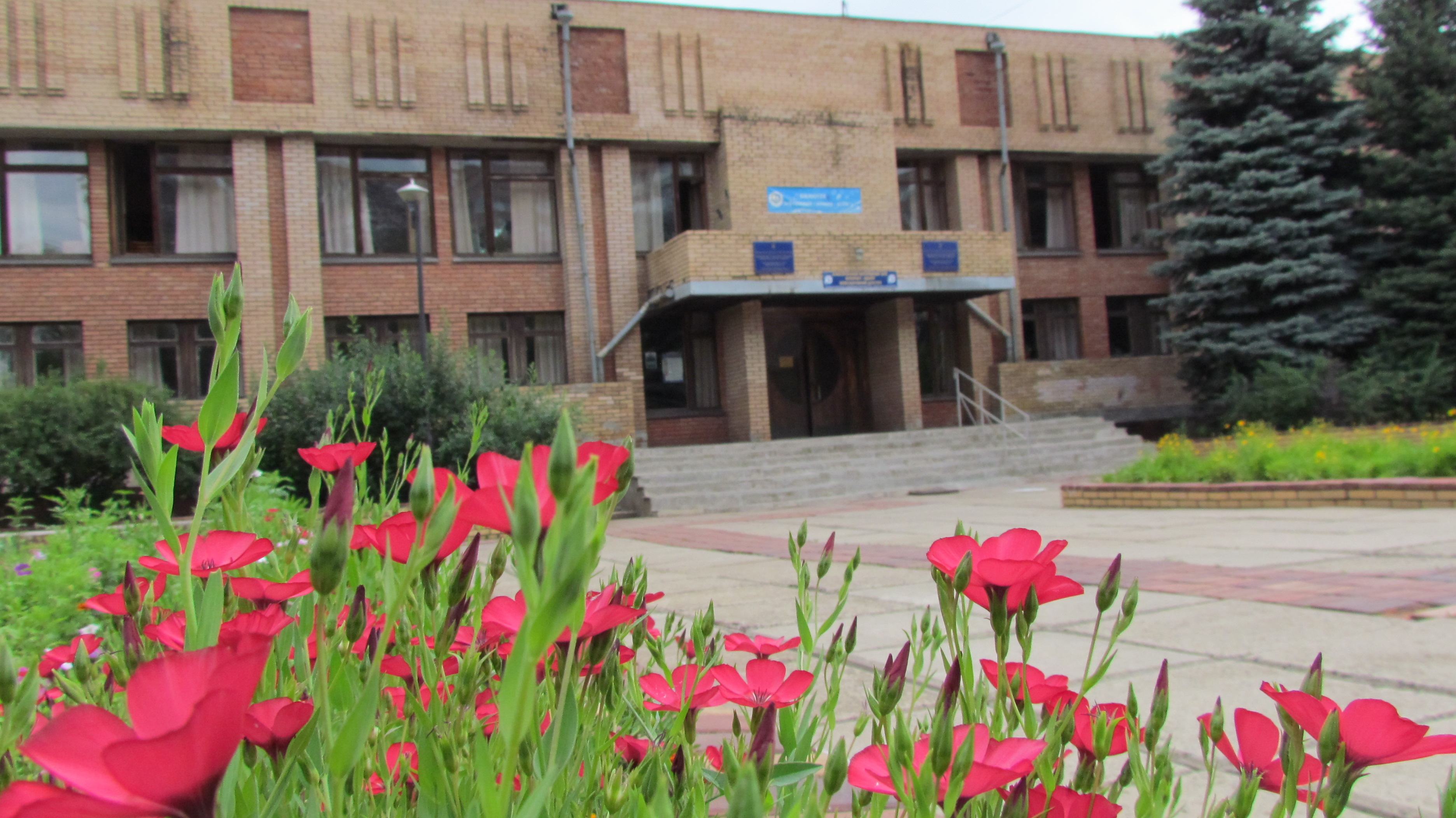
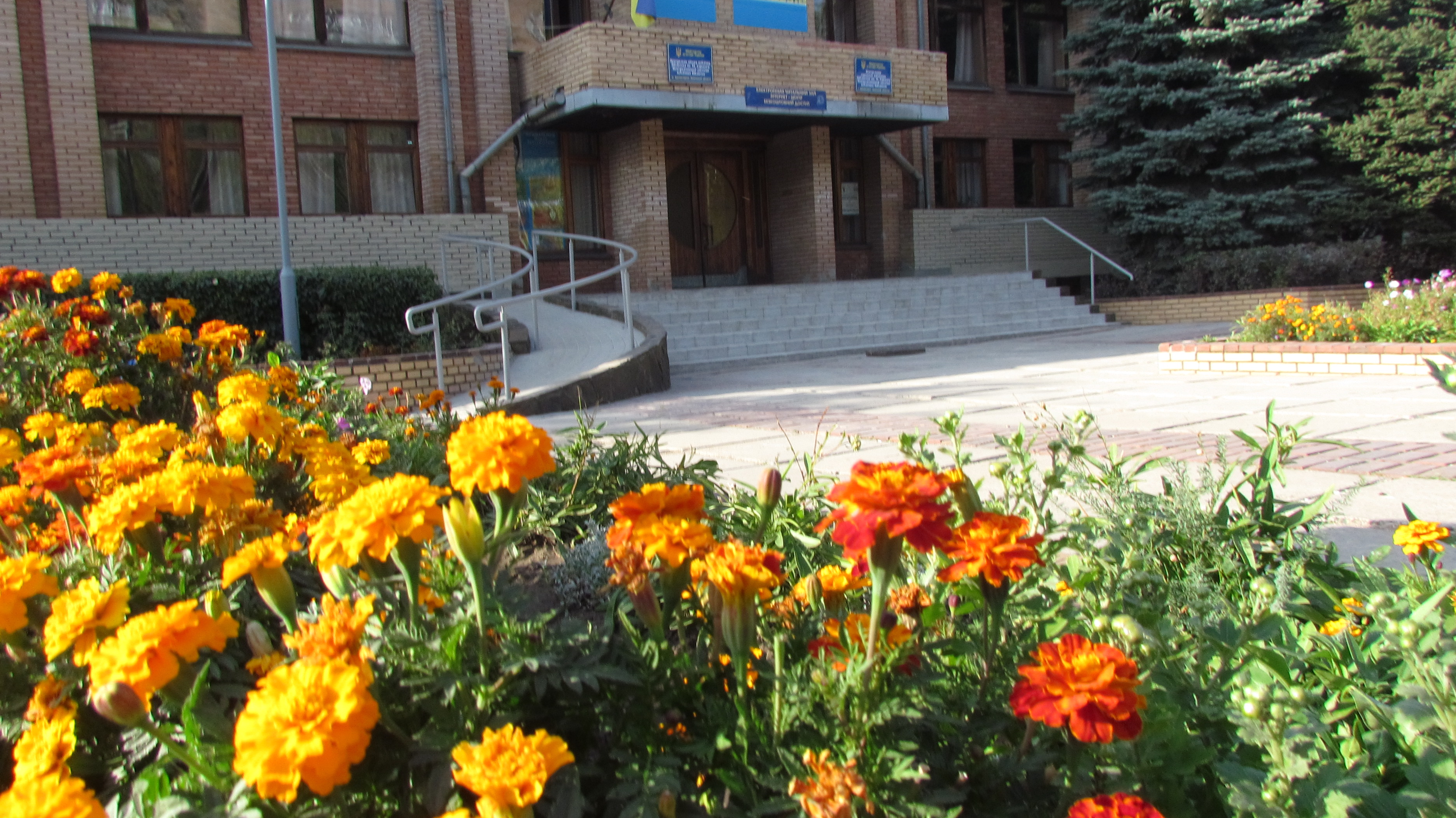
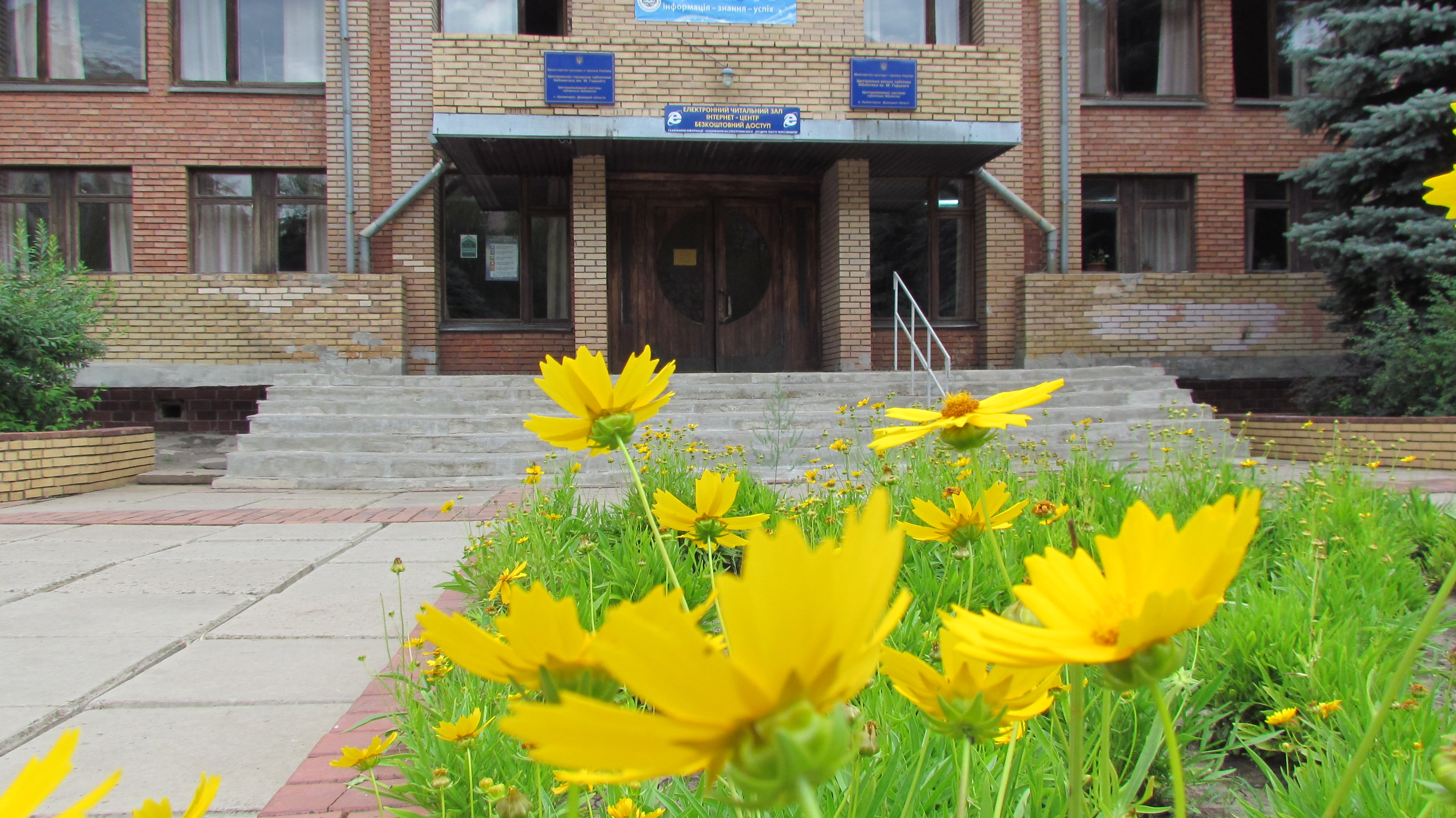